# Pedesta baileyi
Pedesta baileyi är en fjärilsart som beskrevs av South 1913. Pedesta baileyi ingår i släktet Pedesta och familjen tjockhuvuden. Inga underarter finns listade i Catalogue of Life.